# Diakonie Nord Nord Ost
Die Diakonie Nord Nord Ost ist ein Zusammenschluss von vier in der Diakonie tätigen gemeinnützigen Gesellschaften in Schleswig-Holstein und Mecklenburg-Vorpommern. Mit über 4.600 Mitarbeitenden mit und ohne Behinderung (2025) ist der Verbund einer der größten Arbeitgeber der Region.

## Geschichte
In den 1890er Jahren begann der Lehrer Heinrich Strakerjahn in der Lübecker Gesellschaft zur Beförderung gemeinnütziger Tätigkeit eine Diskussion über die Notwendigkeit der Einrichtung einer Erziehungs- und Pflegeanstalt für geistesschwache Kinder und Jugendliche. 1903 bildete sich daraufhin unter Vorsitz von Staatsanwalt Johannes Daniel Benda und Beteiligung von Senior Leopold Friedrich Ranke ein Ausschuss, aus dem der Verein zur Fürsorge für Geistesschwache wurde. 1906 konnte ein Gebäude an der Klosterstraße angemietet werden. Dieses wurde bald zu klein.

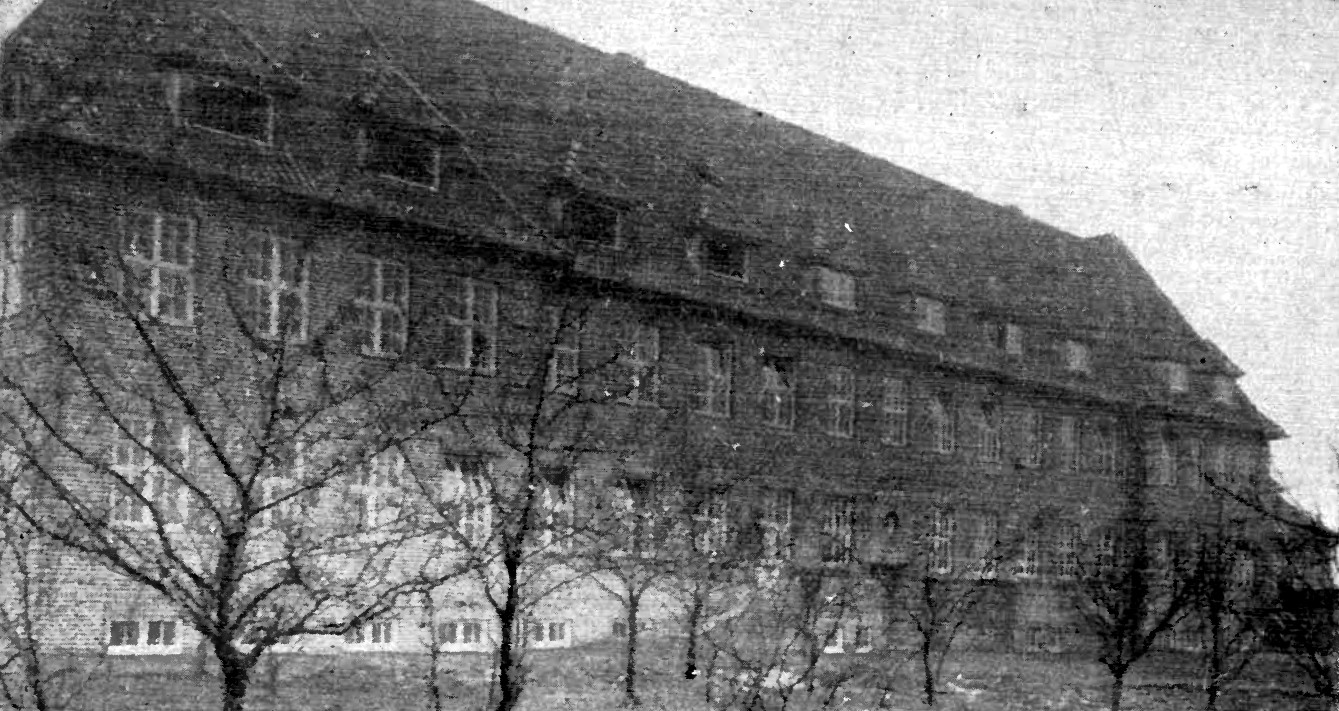
Das Heim Vorwerk 1914

1912 konnte der Verein das große Grundstück einer früheren Obstplantage an der Triftstraße in Vorwerk erwerben. Es war (bis zum Bau der Cambrai-Kaserne 1936) von der Schwartauer Landstraße aus sichtbar und hatte dort Straßenbahn-Anschluss. Die Ausschreibung für das mit Hilfe von Bürgerschaft und Senat errichtete Gebäude gewann der Entwurf des Architekturbüros Schöss und Redelsdorff. Das damals errichtete und bis heute erhaltene Gebäude ist ein 48 m langer Backsteinbau mit Ziegeldach und zwei wenig vorspringenden Flügeln. Es war für etwa 60 Zöglinge ausgelegt. Den Tagesräumen war auf beiden Seiten ein terrassenförmiger Anbau vorgelagert. Im Obergeschoss waren die Schlafräume, die Zimmer für das Aufsichts- und Pflegepersonal, Krankenzimmer sowie einer Abteilung für Pensionäre. Im Kellergeschoss befand sich die Heizungsanlage, Badeeinrichtungen, Küchen und der große Speisesaal. Die Wasserversorgung erfolgte über Brunnen im eigenen Garten der Anstalt. Auf dem großen Areal wurde Landwirtschaft zur Selbstversorgung betrieben.
Nach einer längeren Diskussion, ob das Haus unter ärztliche oder pädagogische Leitung gestellt werden sollte, einigten sich der Verein und die städtischen Gremien auf eine pädagogische Ausrichtung und Leitung. Erster Direktor (Hausvater) wurde der Lehrer Paul Burwick, der das Heim Vorwerk zusammen mit seiner Frau bis 1950 leitete. Burwick konnte die drohende Beschlagnahmung der Einrichtung 1941 verhindern.

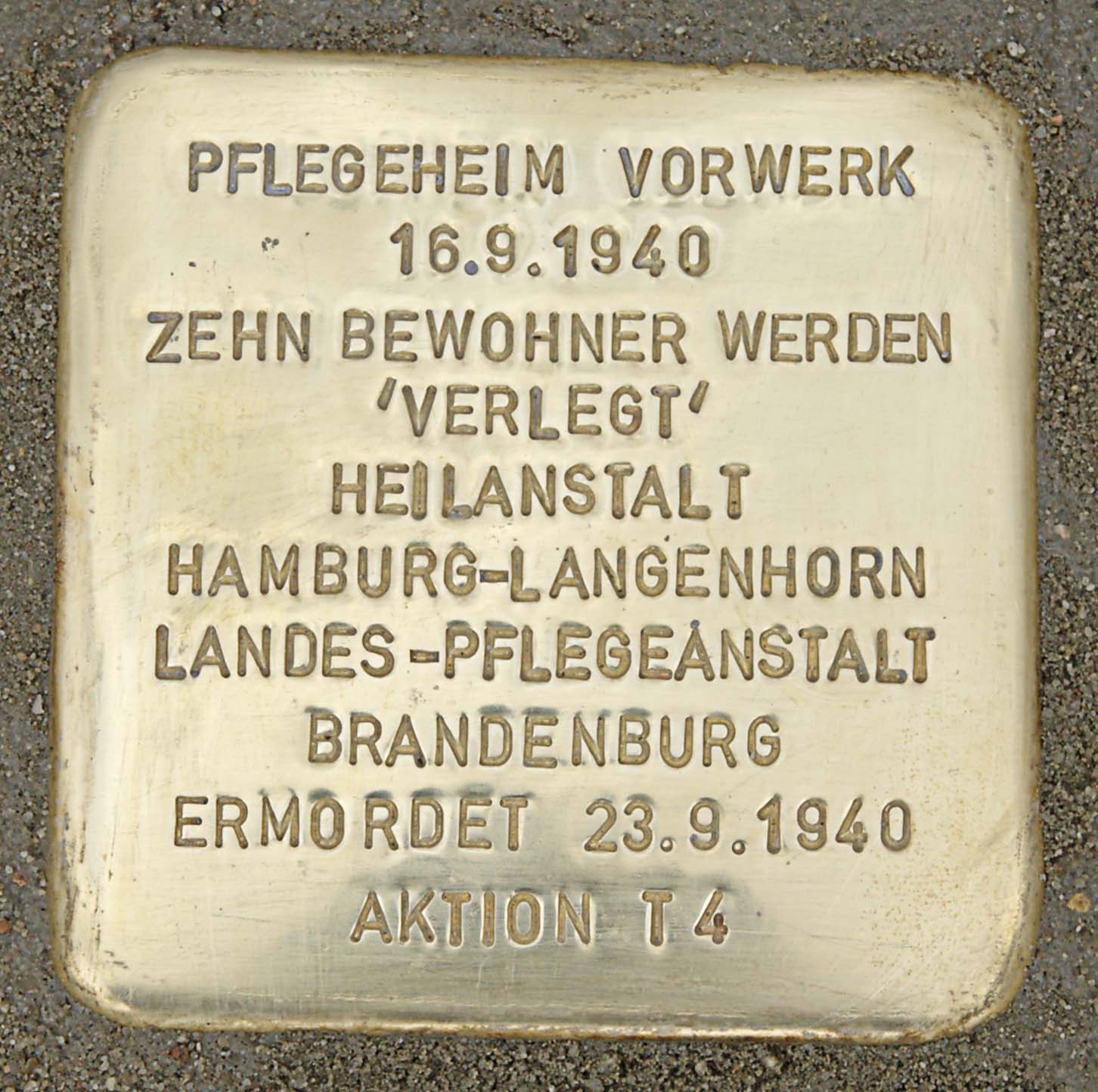
Stolperstein

Im Jahr zuvor war es ihm jedoch nicht gelungen, die zehn jüdischen Kinder der Einrichtung vor Deportation und Ermordung zu schützen. An sie erinnert seit 1988 eine Skulptur von Heinrich Brand, Die Bergende. Auch eine Beschlagnahmung durch die britischen Besatzungsbehörden nach Kriegsende konnte Burwick abwenden. Der Zustrom von Flüchtlingen und Vertriebenen stellte das Heim vor weitere erhebliche Herausforderungen. Als Paul Burwick 1950 aus seinem Amt schied, hatte das für 260 Zöglinge ausreichende Heim etwa 430 Bewohner.
Unter Burwicks Nachfolgern kam es zu umfangreichen Veränderungen in baulicher und pädagogischer Hinsicht. Aus dem Verein zur Fürsorge für Geistesschwache Lübeck wurde der Verein Vorwerker Heime. 1981 übernahm mit Pastor Karl Otto Paulsen erstmals ein Theologe die Leitung der Einrichtung. Die Fusion mit den Einrichtungen des Diakonischen Werkes Lübeck 1997 stärkte den diakonischen Charakter der Einrichtung. Aus den Vorwerken Heimen wurde die Vorwerker Diakonie. Mit der Umwandlung der Einrichtung in eine Gemeinnützige Gesellschaft 2018 wurde der bisherige Trägerverein zum Förderverein; er ist weiterhin einer der Gesellschafter.
Schon zuvor hatten die Wende und friedliche Revolution in der DDR und die folgende Wiedervereinigung neue Möglichkeiten eröffnet. Die Vorwerker Heime engagierten sich beim Aufbau diakonischer Strukturen in Mecklenburg und wurden Mitgesellschafter beim Diakoniewerk Kloster Dobbertin gGmbH und dem Diakoniewerk im nördlichen Mecklenburg.
Der Campus an der Triftstraße wurde mehrfach erweitert. 1990 entstanden nach Plänen von Kuno Dannien Werkstatt- und Produktionsgebäude, der Festsaal und eine Halle für therapeutisches Reiten. 1993 folgte das Kinderhaus Barbara, 1996 mit Hilfe der Ulrich-Gabler-Stiftung die Irmgard-Gabler-Halle. In enger Zusammenarbeit mit dem Universitätsklinikum Schleswig-Holstein wurde eine Fachklinik für Kinder- und Jugendpsychiatrie mit angeschlossener Tagesklinik auf dem Gelände eingerichtet. Im Zuge der Konversion der Cambrai-Kaserne in zivile Nutzung wurde die Triftstraße verlegt und ein Bürgerpark angelegt. Die Landwirtschaft wurde in Höfe in Groß Sarau (Bioland-Hof Ziegelhorst) und in Mecklenburg ausgelagert. 2021 entstand ein Neubau der Fachklinik für Junges Leben auf dem Campus.
Seit 2018 veranstaltet die Diakonie Nord Nord Ost an der Triftstraße jährlich das inklusive Superkunstfestival.

## Struktur und Tätigkeitsfelder
Mit dem 1. Januar 2023 hat sich die Vorwerker Diakonie den neuen Namen Diakonie Nord Nord Ost in Holstein gegeben und ist gemeinsam mit ihren drei Tochtergesellschaften – dem Diakoniewerk im nördlichen Mecklenburg, den Vorwerker Diensten und der Diaklusio – zur Diakonie Nord Nord Ost geworden.
Gesellschafter der Diakonie Nord Nord Ost in Holstein sind der Förderverein Vorwerker Diakonie e. V., der Kirchenkreis Lübeck-Lauenburg und der Kirchenkreis Mecklenburg der Nordkirche, die Ulrich-Gabler-Stiftung sowie die Gemeinschaftsstiftung Vorwerker Diakonie.
Aus den Vorwerker Diensten wurde inzwischen die Diakonie Nord Nord Ost Service GmbH. Sie erbringt Dienstleistungen, vor allem im Bereich Gebäudereinigung, und bietet Wohnen mit Service an.
Die DIAKLUSIO – Diakonische inklusive Dienstleistungsgesellschaft mbH heißt jetzt Diakonie Nord Nord Ost Mobility GmbH. Sie bietet Menschen mit Behinderungen Möglichkeiten der beruflichen Qualifikation und Umschulung sowie der sozialen Betreuung an.
Die Diakonie Nord Nord Ost ist unter anderem an folgenden Gesellschaften beteiligt:
- BQL Berufsbildungs- und Qualifizierungsagentur Lübeck GmbH
- Diakoniewerk Kloster Dobbertin gemeinnützige GmbH
- Institut für Berufliche Aus- und Fortbildung, IBAF gGmbH
- Integra Lübeck – Fachdienst für berufliche Integration gGmbH Lübeck

Die Region, in der die Diakonie Nord Nord Ost mit 4.600 Mitarbeitenden an mehr als 100 Standorten (2025) tätig ist, umfasst das östliche Holstein und den nördlichen Teil Mecklenburgs. Sie reicht von Plön, Eutin, Lübeck und Geesthacht über Grevesmühlen bis nach Wismar und Kühlungsborn.
Zu ihren Tätigkeitsfeldern gehören
- ambulante Hilfen, Wohnangebote sowie Arbeits- und Beschäftigungsangebote für Menschen mit Behinderungen
- Kinder- und Jugendhilfeangebote
- Beratungsstellen
- Wohnungslosenhilfe
- ambulante sowie stationäre Seniorenpflege
- Fachklinik für Kinder- und Jugendpsychiatrie.[6]

## Standorte
- Bäk[9]
  - Christophorushaus

- Bad Doberan
  - Psychosoziale Wohneinrichtung

- Bad Schwartau
  - Seniorenpflege-Einrichtung „An der Georgskapelle“

- Boltenhagen
  - Feriendorf
  - Werkstätten für Menschen mit Behinderungen

- Büchen
  - kinder- und jugendpsychiatrische Tagesklinik
  - kinder- und jugendpsychiatrische Ambulanz

- Eutin
  - kinder- und jugendpsychiatrische Tagesklinik
  - kinder- und jugendpsychiatrische Ambulanz
  - Suchtberatung

- Geesthacht
  - Projekt: Integrative Kindertagesstätte und Pflegezentrum (Fertigstellung 2025)

- Grevesmühlen
  - Assistenz im Einzelwohnen im Landkreis Nordwestmecklenburg
  - Jugendtreff Matrix im Bürgerbahnhof
  - Mosaik-Schule
  - Werkstätten für Menschen mit Behinderungen
  - Wohngruppen, u. a. St.-Georg-Stift

- Groß Sarau
  - Bioland-Betrieb Hof Ziegelhorst

- Kühlungsborn
  - Tagungs- und Ferienhotel Haus am Meer
  - Tagespflege
  - Werkstätten für Menschen mit Behinderungen
  - Wohngruppe Johanneshaus

- Lübeck
  - Assistenz im eigenen Wohnraum
  - Beratungsstelle für Menschen mit Behinderung
  - Café Ulrich’s im Ulrich-Gabler-Haus
  - Fachklinik JULE für Kinder- und Jugendpsychiatrie mit kinder- und jugendpsychiatrischer Tagesklinik
  - Förderzentrum Paul-Burwick-Schule
  - Hospiz Rickers-Kock-Haus
  - Kunstcafé im Museumsquartier St. Annen
  - Notunterkünfte Bodelschwinghhaus und Sophie-Kunert-Haus
  - Pflegezentren Travetal und Travemünde
  - Sozialstationen Lübeck und Travemünde
  - Suchtberatung
  - Tagespflege Travemünde
  - Werkstätten für Menschen mit Behinderungen
  - zahlreiche Wohngruppen

- Neubukow
  - Assistenz im Einzelwohnen im Landkreis Rostock
  - Psychiatrische Wohn- und Pflegeeinrichtung
  - Sozialstation

- Plön
  - Jugend-, Freizeit- und Bildungsstätte Koppelsberg
  - Werkstätten für Menschen mit Behinderungen

- Ratzeburg
  - Assistenz im eigenen Wohnraum
  - Werkstätten für Menschen mit Behinderungen
  - Bewirtschaftung des Campus Ratzeburg mit dem Gästehaus Domkloster und Café Bischofsherberge auf dem Domhof Ratzeburg

- Sternberg
  - Sozialstation (inklusive Stützpunkt in Dabel)
  - Begegnungsstätte
  - Psychosoziale Wohneinrichtung
  - Suchtberatung
  - Werkstätten für Menschen mit Behinderungen

- Upahl
  - Werkstätten für Menschen mit Behinderungen

- Wismar
  - Seniorenpflege-Einrichtungen Schwarzes Kloster und „St. Martin“
  - Sozialstation
  - Suchtberatung
  - Tagespflege
  - Werkstätten für Menschen mit Behinderungen

- Ziethen
  - Pfarrhofcafé